# Alexandre Étard

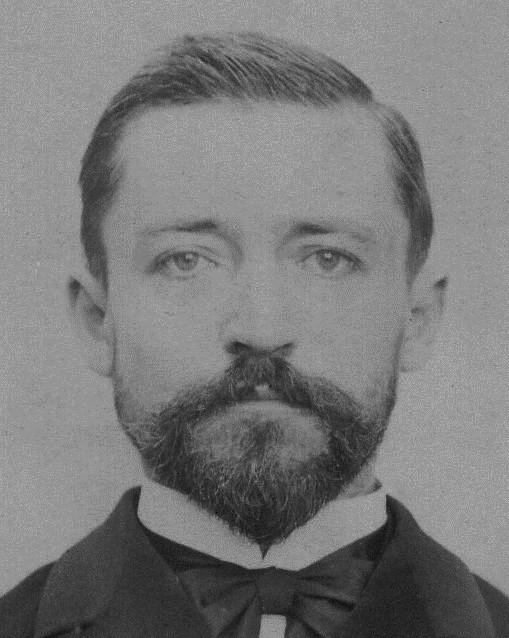
Alexandre Étard

Alexandre Léon Étard (* 5. Januar 1852 in Alençon; † 1. Mai 1910 in Paris) war ein französischer Chemiker.

## Leben und Werk
Étard arbeitete im Labor von Charles Adolphe Wurtz an der Pariser École pratique des hautes études. Er untersuchte schon 1880 in seiner Dissertation Recherches sur le rôle oxydant de l’acide chlorochromique (Untersuchungen zur Oxdationswirkung der chlorochromigen Säure) Oxidationsreaktionen mithilfe von Chromylchlorid.
Die Oxidation von methylsubstituierten Aromaten oder Heterocyclen zu den entsprechenden Aldehyden mithilfe dieses Reagenzes trägt als Étard-Reaktion seinen Namen. CrO2Cl2 wird daher auch als Étards Reagenz bezeichnet.
Étard beschäftigte sich auch mit der Biochemie von Naturstoffen.

## Mitgliedschaften
- 1875: Pariser Chemische Gesellschaft

## Publikationen
- Les Nouvelles Théories chimiques. G. Masson, Paris 1895. Volltext
- La biochimie et les chlorophylles. Masson et Cie, Paris 1906. Volltext